# Flughafen Aniak

i7
i11
i13
Der Flughafen Aniak (IATA-Code: ANI, ICAO-Code: PANI) ist ein vom Bundesstaat Alaska betriebener Flughafen nahe Aniak, einem Städtchen in der Bethel Census Area in Alaska.  Da der Flughafen direkt am Kuskokwim River liegt, gibt es auch eine Landestelle für Wasserflugzeuge.
Nach Aufzeichnungen der amerikanischen Luftfahrtbehörde verzeichnete der Flughafen 3.935 Passagiere im Jahr 2021 und 4.971 Passagiere im Jahr 2022.

## Infrastruktur und Flugzeuge
Der Flughafen hat eine Fläche von 697 Hektar und befindet sich auf einer Höhe von 27 Metern über Meer. Er hat eine Piste aus Asphalt mit der Bezeichnung 10/28, die 1829 Meter lang und 46 Meter breit ist. Auf Grund der Lage hat es auch eine Landestelle für Wasserflugzeuge mit der Bezeichnung 05W/23W, die 914 Meter lang und 122 Meter breit ist.

## Frachtfluggesellschaften
| Airline            | Destinationen |
| ------------------ | ------------- |
| Era Alaska         | Anchorage     |
| Northern Air Cargo | Anchorage     |